# Пётр из Грудзёндза

Ноты композитора Петра из Грудзёндз. XV век

Пётр из Грудзёндза или Петрус Вильгельми де Груденц (пол. Piotr z Grudziądza (Piotr Wilhelmi, Piotr Wilhelmi z Grudziądza; 1392, Груденц (ныне Грудзёндз, Польша) — ок. 1480, Силезия) — средневековый композитор и поэт.

## Биография
В 1418 году поступил в Краковский университет. Спустя 7 лет упоминается среди получивших степень бакалавра, в 1430 году он получил степень магистра. Вероятно, после 1430 г. покинул Краков, около 1436 г. мог поселиться в Вене, затем в окрестностях Базеля — возможно, в связи с проходившим там собором, программу которую он описал в поэме «Pontifices ecclesiarum» (музыка не сохранилась). В 1440-х годах служил «капелланусом» Фридриха III в Вене (в 1442 году канцелярия императора выдала Петру, именуемому священником Хелмненской епархии, гарантийное письмо, обеспечивающее ему безопасное передвижение по дорогам империи), позже он, вероятно, отправился в Богемию. Последние годы его жизни связаны с Силезией. В 1448 году Пётр остался во Бре́слау при дворе епископа Петра Новака, в поисках протекции в усилиях стать каноником во Фромборке. В 1452 году отправился в Рим.
Путешествия Петра из Грудзёндза и контакты с различными кругами сделали его поэтом международного уровня. Его работы встречаются в разрозненных, часто очень фрагментарных источниках. Они сохранились, в основном, в чешских землях (в том числе в чешских рукописях — Кодексе Speciálník, а также в «Спевнике Глоговском», вероятно, написанном в конце XV века.
Он автор нескольких десятков религиозных и светских произведений, 2-х, 3-х, 4-х и 5-голосных, в том числе:
- Presulis eminenciam totam
- Probleumata enigmatum
- Plaude, euge theotokos
- Predulcis eurus turbinis
- Promitat eterno
- Pregrata era
- Panis ecce / Panis ewus / Pange exul / Tantum ergo
- Prefulcitam expolitam
- Preconia etroclita
- Kyrie fons bonitatis
- Probitate eminentem / Poditando exarare
- Presulem ephebeatum
- Phonicorum ethicorum
- Presidiorum erogatrix
- Phebus ecclipsi tumuli
- Paraneuma eructemus
- Prelustri elucencia

Большинство его сочинений представляют собой латинские мотеты из нескольких текстов, подписанные характерным акростихом — Петрюс, который всегда состоял из первых букв следующих слов текста, что делало его уникальным, так как популярными в то время акростихами обычно были первые буквы стихов или строф. Можно предположить, что Пётр из Грудзёндза сам писал тексты для своих сочинений.